# Talmud Torá

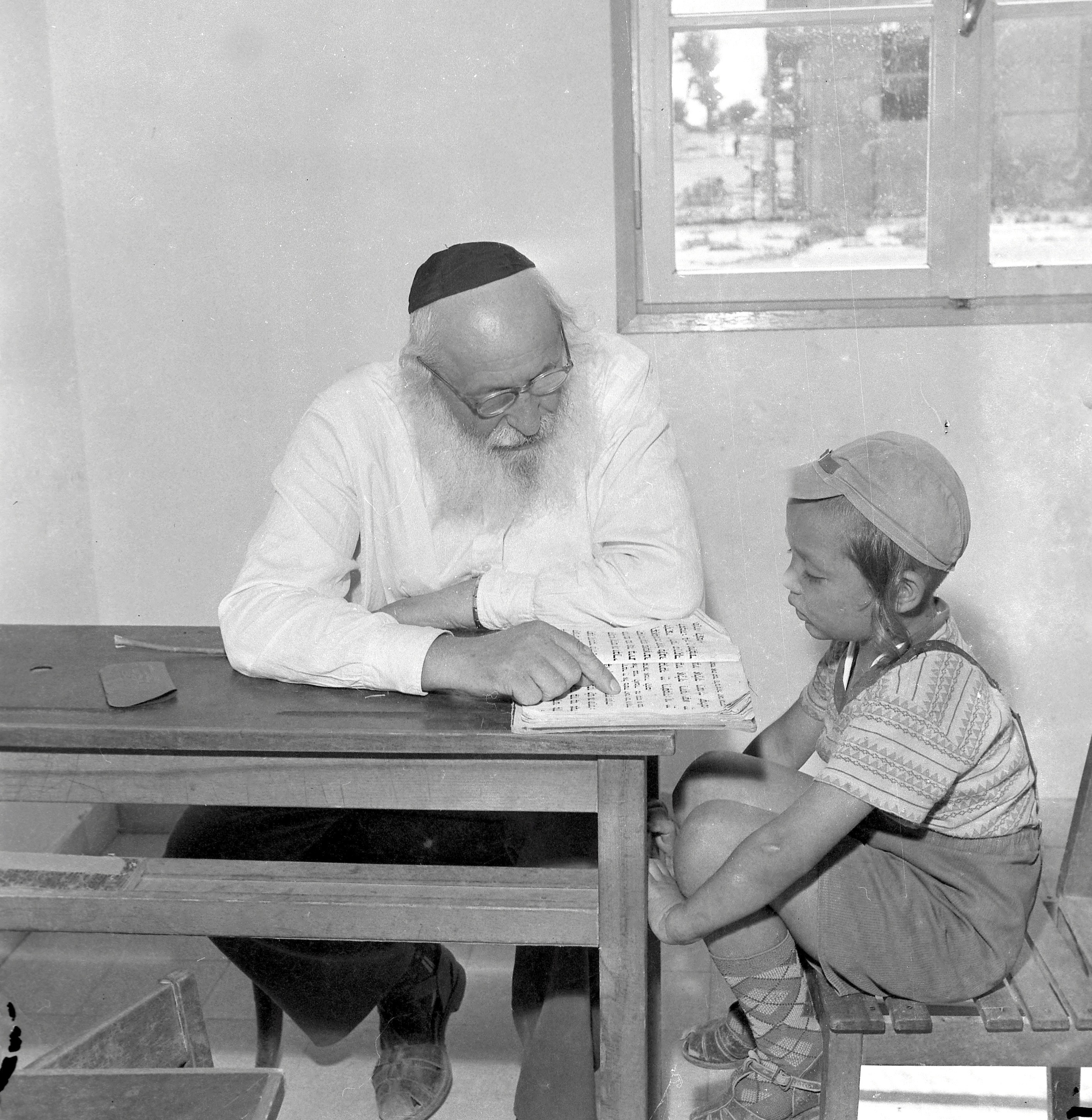
Talmud Torá, Bnei Brak, 1965

Las escuelas Talmud Torá son unas escuelas creadas en el mundo judío, tanto asquenazita como sefardita, para dar educación primaria a los niños de familias humildes, para enseñar a los niños la lengua hebrea y las Escrituras, con un enfoque especial hacia el Pentateuco.

## Historia
El Talmud Torá estaba destinado a preparar los estudiantes para ir a la yeshivá, o bien a una escuela judía secundaria. Se inspira en el jéder, una institución tradicional educativa judía, a menudo es financiado a través de donaciones particulares.

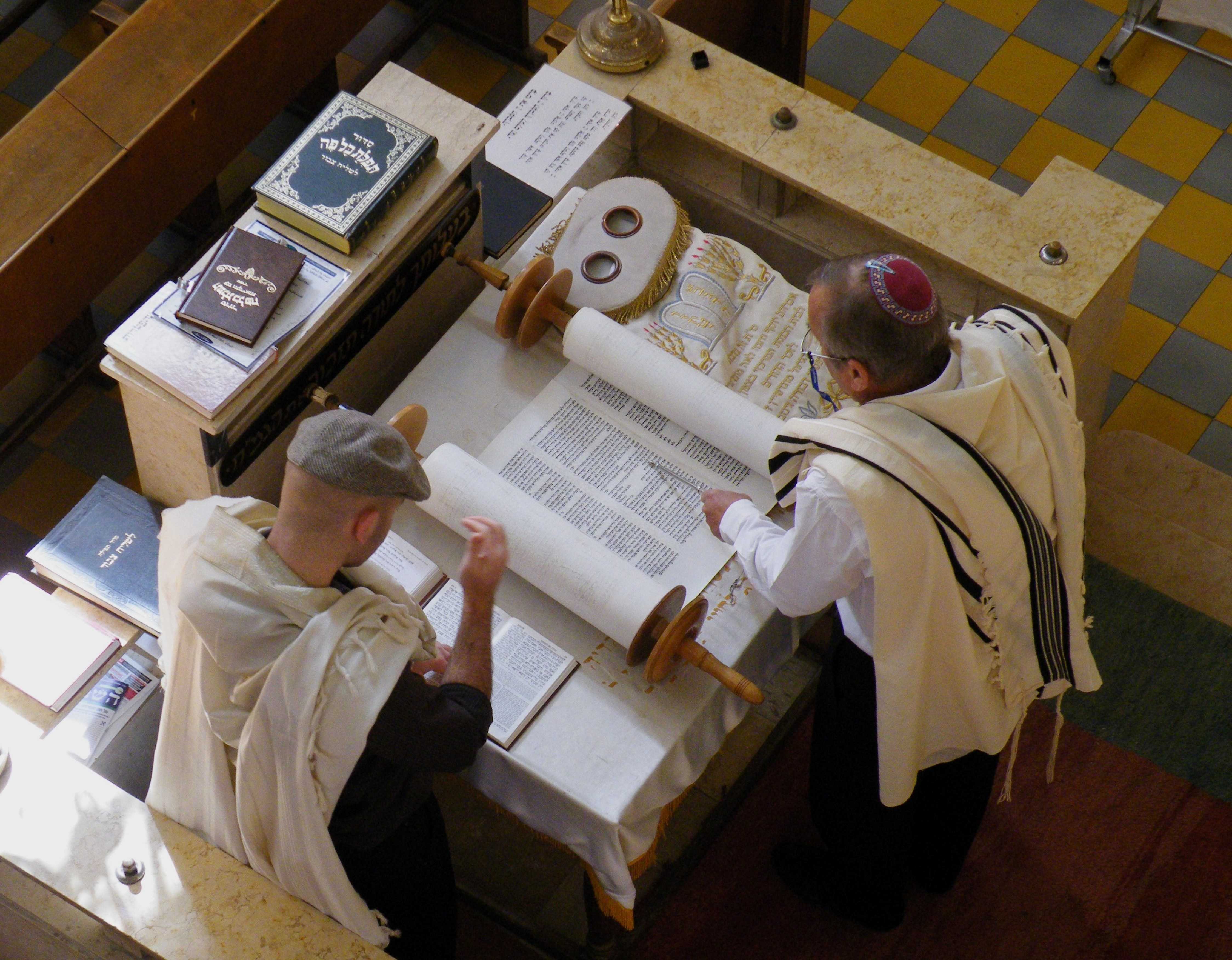
Judíos leyendo la Torá.

La institución conocida como 'Casa de Estudio', encuentra sus raíces en un decreto de Esdras y la Gran Asamblea, que hizo abrir una escuela pública en Jerusalén para asegurar la educación de los niños huérfanos, el gran sacerdote Yehoshua ben Gamla estableció entonces las escuelas públicas en todas las ciudades y pueblos para todos los niños desde la edad de seis o siete años. Los costes fueron sufragados por la comunidad, se fijó el número de estudiantes en veinte alumnos por profesor.
El Talmud Torá tenía la intención de instruir al estudiante en la Ley de Moisés y en la literatura rabínica, en la lectura de oraciones, bendiciones y en los principios pedagógicos del judaísmo que se integraron en el plan de estudios. La enseñanza dura todo el día, y los meses de invierno, una parte de la noche. Las clases se suspenden los viernes por la tarde y el día anterior a un día festivo del calendario judío. No hay clases los sábados y los días festivos.

## Hoy
Las escuelas Talmud Torá siguen existiendo en todo el mundo judío. Es más frecuente la incorporación en las escuelas primarias de materiales curriculares seculares junto con las enseñanzas judías, con el fin de preparar a los alumnos para la educación secundaria. Hoy en día, las escuelas son mayoritariamente mixtas, se suele seguir una orientación tradicional de la educación judía, en vez de corrientes modernistas o progresistas que surgieron en el siglo XX, como el judaísmo reformista y el judaísmo conservador. Las escuelas Talmud Torá, junto con la sinagoga, ofrecen una educación religiosa a los niños judíos de todo el Mundo.